# 2019年阿薩姆酒精中毒事件
2019年阿薩姆酒精中毒事件，是指2019年2月發生於印度阿薩姆邦的酒精中毒事件。事件中阿薩姆邦的戈拉卡德县與焦尔哈德县至少有168人飲用私釀的Sulai酒後中毒死亡。

## 經過
2月21日，42人飲用非法釀造的酒後中毒死亡，隨後數天陸續有多人飲酒後送醫急救，其中數人死亡。2月24日，死亡人數達到144人，送醫人數超過300人，使這起事件成為印度史上最嚴重的集體酒精中毒之一，翌日死亡人數攀升到156人。
許多酒精中毒者為當地茶園中的茶農，可能是工作後在茶園內飲酒而中毒。中毒的原因可能是酒中含有甲醇。
事發前兩週，印度北部的北方邦與北阿坎德邦也發生了酒精中毒事件，亦造成超過百人死亡。

## 後續
事發後已有超過10人被警方拘留 。阿薩姆政府宣布將發放二十萬盧比的慰問金給每位死者的家屬、五萬盧比給送醫治療者。